# 青木良雄
青木 良雄（あおき よしお、1869年2月24日〈明治2年1月14日〉 - 没年不詳）は、日本の逓信・内務官僚。官選奈良県知事、山口県下関市長。族籍は山口県平民。正五位、勲四等。

## 経歴
周防国大島郡東安下庄 （現・山口県大島郡周防大島町）で青木東輔の二男として生まれる。
1895年7月、帝国大学法科大学法律学科（英法）を卒業。逓信省に入省し郵便為替貯金書記兼逓信属となり通信局に配属された。
逓信事務官、郵便為替貯金管理所為替課長、通信事務官、逓信大臣秘書官兼逓信事務官、新潟郵便電信局長などを歴任。1899年6月、内務省に転じ宮城県参事官に就任。以後、群馬県書記官、同県事務官・第一部長、三重県事務官・第一部長、大阪府事務官・第一部長兼第三部長、同府内務部長などを歴任。
1908年7月20日、奈良県知事に就任。奈良県史の編纂を推進した。1910年6月14日、知事を休職。1912年6月13日、休職満期となり退官した。1914年7月7日、下関市長に就任。上水道濾過池増設の実施、下関青物市場規則・使用料条例制定、壇之浦道路拡張工事の実施などを行った。1917年5月29日に市長を辞任した。
市長退任後は東京市牛込区（現・東京都新宿区）に居住して、戸山町会顧問を務めた。

## 家族・親族
青木家
山口県下関市、東京四谷南寺町
- 兄：春雄（山口県平民）[2]
- 妻：夛満（大審院判事・筧元忠の二女）[2]

1881年生まれ
- 男：榮一[2]

1904年生まれ
- 長女：藤[2]

1901年生まれ
- 二女：秀[2]

1902年生まれ
- 三女：光[2]

1905年生まれ
- 四女[2]

1908年生まれ
- 四男[2]

1914年生まれ
- 五男[9]

1919年生まれ
親戚
- 義父：筧元忠（裁判官、大審院判事）[2][9]